# Ропра
Ропра (фр. Ropraz) — громада  в Швейцарії в кантоні Во, округ Бруа-Вюлі.

## Географія
Громада розташована на відстані близько 65 км на південний захід від Берна, 13 км на північний схід від Лозанни.
Ропра має площу 4,8 км², з яких на 9% дозволяється будівництво (житлове та будівництво доріг), 71,7% використовуються в сільськогосподарських цілях, 19,3% зайнято лісами, 0% не є продуктивними (річки, льодовики або гори).

## Демографія
2019 року в громаді мешкало 488 осіб (+32,6% порівняно з 2010 роком), іноземців було 20,5%. Густота населення становила 101 осіб/км².
За віковим діапазоном населення розподілялося таким чином: 25,6% — особи молодші 20 років, 61,5% — особи у віці 20—64 років, 12,9% — особи у віці 65 років та старші. Було 193 помешкань (у середньому 2,5 особи в помешканні).
Із загальної кількості 119 працюючих 31 був зайнятий в первинному секторі, 33 — в обробній промисловості, 55 — в галузі послуг.